# 31. SS-Freiwilligen-Grenadier-Division
La 31. SS-Freiwilligen Grenadier Division fu costituita il 1º ottobre 1944 a Fünfkirchen (l'odierna Pécs) (Ungheria) dai resti della divisione "Kama". Nel novembre 1944 fu trasferita a Marburg an der Drau per completare l'addestramento. Il 18 gennaio 1945 la divisione fu convertita (nominalmente) nella divisione tipo dell'esercito tedesco del 1945. Si arrese a Königgrätz.

## Teatri operativi
- Ungheria (formazione e addestramento), ottobre 1944
- Fronte orientale, novembre 1944 - maggio 1945

## Comandanti
- SS-Brigadeführer Gustav Lombard (ottobre-marzo 1945)
- SS-Brigadeführer Wilhelm Trabandt (marzo-maggio 1945)

## Ordine di battaglia
- SS-Freiwilligen-Grenadier-Regiment 78
- SS-Freiwilligen-Grenadier-Regiment 79
- SS-Freiwilligen-Grenadier-Regiment 80
- SS-Freiwilligen-Artillerie-Regiment 31
- Polizei-Regiment Brixen
  - SS-Freiwilligen-Füsilier-Abteilung 31
  - SS-Freiwilligen-Panzerjäger-Abteilung 31
  - SS-Freiwilligen-Pionier-Abteilung 31
  - SS-Freiwilligen-Nachrichten-Abteilung 31
  - SS-Freiwilligen-Feldersatz-Bataillon 31
  - SS-Freiwilligen-Aufklärungs-Abteilung 31
  - SS-Freiwilligen-Wirtschafts-Abteilung 31
  - SS-Freiwilligen-Sanitäts-Abteilung 31
    - SS-Freiwilligen-Veterinärskompanie 31
    - Werkstattkompanie 31
      - Nachschubzug 31